# Триестский залив
Триестский залив (итал. Golfo di Trieste, словен. Tržaški zaliv) — мелководный залив в Адриатическом море, в самой северной точке Средиземного моря. Триестский залив является частью Венецианского залива. Воды поделены между Италией, Словенией и Хорватией. С юга залив ограничен Истрией, самым большим полуостровом Адриатического моря, разделённым между Хорватией и Словенией.
Границей залива является воображаемая линия, соединяющая Пунта Тальяменто (итал. Punta Tagliamento) на итальянском берегу с Савудрией (хорв. Savudrija) на хорватском. Площадь залива — около 550 км², средняя глубина — 16, а максимальная — 37 м. Ряд небольших островков лежит на входе в Лагуну ди Градо (итал. Laguna di Grado). Восточное побережье, на котором расположен Триест и Словенское побережье, отличается более крутым рельефом.
Вода в заливе течёт против часовой стрелки со средней скоростью 0.8 узлов. Волны в заливе больше, чем в других местах Адриатики, но обычно не превышают шестидесяти см. Средняя солёность обычно 37-38‰, но летом падает до 35 ‰.
Наиболее важные части:
- Залив Пандзано (итал. Panzano) в Италии;
- Залив Муджия (итал. Muggia) в Италии;
- Залив Копер (итал. Capodistria) в Словении;
- Пиранский залив (хорв. Piranski zaljev, итал. Baia di Pirano, словен. Piranski zaliv), являющийся объектом территориальных споров между Словенией и Хорватией с 1991 года.

Всё побережье Словении расположено в этом заливе. Длина береговой линии — 46,6 км. Города на побережье (с востока на запад) — Копер, Изола и Пиран.